# The Beautiful Game (filme)
The Beautiful Game (bra: Jogo Bonito; prt: O Jogo Bonito) é um filme britânico de drama esportivo dirigido por Thea Sharrock e escrito por Frank Cottrell Boyce. O filme conta com as atuações de Bill Nighy e Micheal Ward.
Foi lançado em 29 de março de 2024 na Netflix.

## Sinopse
A equipe de jogadores ingleses de futebol sem-teto, incluindo um talentoso, porém problemático atacante Vinny (Ward), é liderada pelo treinador deles, Mal (Nighy), para competir em Roma no torneio anual global de futebol, a Copa do Mundo Sem-Teto. Emocionante e envolvente, a história destaca não apenas o jogo no campo, mas também as jornadas pessoais desses jogadores que buscam superar adversidades e encontrar redenção através do esporte.
Apesar de uma história fictícia, o filme tem algumas referências a jogadores, equipes e eventos da vida real. Futebolistas como Pelé, Diego Maradona, Lionel Messi, Johan Cruyff, David Beckham, Jack Grealish, Bobby Moore,Geoff Hurst, Eric Cantona, tem algum tipo de menção, bem como o técnico Alex Ferguson.
Equipes de futebol como o West Ham ganha um grande destaque por ser o time que o personagem principal jogava. Também há referências de Manchester City, Manchester United, Barcelona, Napoli, Leeds United e muitas seleções.

## Elenco
- Bill Nighy como Mal
- Micheal Ward como Vinny
- Valeria Golino como Gabriela
- Callum Scott Howells como Nathan
- Kit Young como Cal
- Sheyi Cole como Jason
- Robin Nazari como Aldar
- Tom Vaughan-Lawlor como Kevin
- Susan Wokoma como Protasia
- Layo-Christina Akinlude
- Cristina Rodlo como Rosita
- Sian Reese-Williams como Sian

## Produção

### Desenvolvimento
Uma versão anterior do roteiro estava em andamento na Fox Searchlight Pictures, com Colin Farrell e Brendan Gleeson no elenco. Bill Nighy e Micheal Ward foram confirmados como protagonistas em agosto de 2021. A Film4 ajudou no desenvolvimento do filme. Os produtores do projeto são Graham Broadbent e Peter Czernin, da Blueprint Pictures, com Anita Overland. Ben Knight e Diarmuid McKeown atuam como produtores executivos, juntamente com Ollie Madden e Daniel Battsek da Film4.
A produção trabalhou em estreita colaboração com a Fundação Homeless World Cup para o filme. Frank Cottrell-Boyce encontrou-se com vários participantes da Homeless World Cup e desenvolveu personagens para o filme a partir de suas histórias, originalmente programado para ser filmado em 2012. Para Cottrell-Boyce, o projeto foi uma jornada de onze anos.
Mel Young, presidente e fundador da Fundação Homeless World Cup, disse que ficou encantado de ser o foco do filme: "Demostramos o quão poderoso o futebol pode ser quando aplicado a uma questão social e continuaremos a nos esforçar para fazer mais. Esperamos que o nosso trabalho, compartilhado no The Beautiful Game, inspire mais pessoas a se envolverem e apoiarem futuras Copas Mundiais de Desabrigados, e juntos podemos todos procurar acabar com a desabrigada para sempre.”

### Filmagem
A fotografia principal foi revelada a ser realizada em Roma e Londres, em agosto de 2021.

## Lançamento
O filme deve ser lançado em 29 de março de 2024 na Netflix.